# Ashley Wagner
Ashley Elisabeth Wagner (Heidelberg, 16 mei 1991) is een Amerikaans voormalig kunstschaatsster. Ze won op de Olympische Winterspelen in Sotsji een bronzen medaille in de landenwedstrijd, de zilveren medaille bij de WK van 2016 en de gouden medaille op het 4CK van 2012.

## Biografie

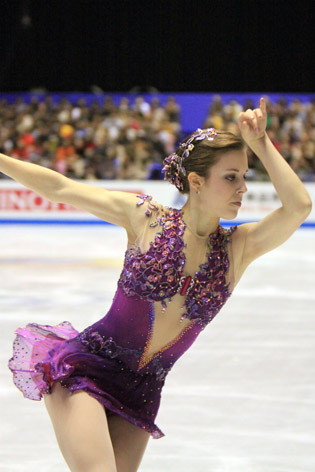
Wagner in 2009

Ashley Wagner werd op 16 mei 1991 geboren in de Duitse stad Heidelberg, waar haar vader - een inmiddels gepensioneerde Amerikaanse militair - destijds gelegerd was. Vanwege haar vaders werkzaamheden moest het gezin vaak verhuizen, voornamelijk binnen de Verenigde Staten. Toen Wagner tien jaar oud was, vestigde het gezin zich permanent in het noorden van de Amerikaanse staat Virginia. Ze studeerde in 2012 sportjournalistiek.
Ze was vijf jaar toen ze begon met schaatsen. Na het zien van de overwinning van kunstschaatsster Tara Lipinski (toen vijftien) op de Winterspelen van 1998 kreeg de zesjarige Wagner meteen een duidelijk doel: ooit deelnemen aan de Olympische Winterspelen. In het seizoen 2002/03 deed ze voor het eerst mee aan het NK junioren; ze werd er zeventiende in de categorie intermediate. Het seizoen erop, toen ze meedeed in de categorie novice, wist ze niet door de selectieronden heen te komen. In het seizoen 2004/05 lukte dit haar wel, waarna ze uiteindelijk zevende werd in de novice-categorie. Ze maakte dat jaar meteen de overstap naar de junioren. Na eerst vierde te zijn geworden bij het NK junioren, won ze het jaar erna brons. Hierdoor mocht ze in 2007 deelnemen aan het WK junioren in het Duitse Oberstdorf, waar ze eveneens brons won.
In het seizoen 2007/08 maakte ze haar debuut bij de senioren. Ze werd direct derde bij de nationale kampioenschappen, waardoor ze geselecteerd werd voor de 4CK en de WK. Wagner werd er respectievelijk achtste en zestiende. Ternauwernood miste ze kwalificatie voor de Olympische Winterspelen 2010. Rachael Flatt en Mirai Nagasu gingen in plaats van Wagner naar de Spelen in Vancouver. Een jaar vol medische klachten volgde, waar ze van herstelde. Het grote succes zou komen in het seizoen 2011/12, toen ze voor het eerst de nationale kampioenschappen won. In hetzelfde seizoen won ze ook de 4CK en werd ze vierde op de WK. In 2014 werd Wagner wel afgevaardigd naar de Winterspelen, dit keer ten koste van Nagasu. Ze werd er zevende bij de vrouwen en won een bronzen medaille in de landenwedstrijd. In maart 2015 won ze voor de derde keer de Amerikaanse nationale kampioenschappen, als eerste kunstschaatsster sinds negenvoudig Amerikaans kampioene Michelle Kwan dat in 1999 deed. In het seizoen 2015/16 werd ze derde op het nationaal kampioenschap en won ze haar eerste medaille bij de wereldkampioenschappen, ze behaalde de zilveren medaille. Wagner werd een jaar later tweede op de NK, maar kwam op de WK van 2017 niet verder dan de zevende plek. Bij de olympische kwalificatiewedstrijden in 2018 werd ze net als in 2014 vierde, maar kreeg ze nu geen uitzonderingspositie om alsnog deel te nemen aan de Spelen.
Ze maakte in 2019 bekend dat ze officieel was gestopt als kunstschaatsster.

## Persoonlijke records
Behaald tijdens ISU wedstrijden. 
|                     | punten | datum      | toernooi |
| ------------------- | ------ | ---------- | -------- |
| Hoogste totaalscore | 215.39 | 02-04-2016 | WK       |
| Hoogste korte kür   | 073.16 | 31-03-2016 | WK       |
| Hoogste lange kür   | 142.23 | 02-04-2016 | WK       |

## Belangrijke resultaten

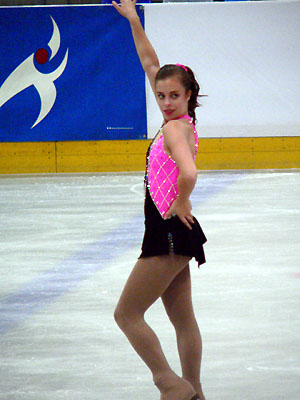
Ashley Wagner (2006)

| Kampioenschap                | 05/06 | 06/07  | 07/08 | 08/09 | 09/10  | 10/11         | 11/12         | 12/13         | 13/14         | 14/15         | 15/16         | 16/17         | 17/18         |
| ---------------------------- | ----- | ------ | ----- | ----- | ------ | ------------- | ------------- | ------------- | ------------- | ------------- | ------------- | ------------- | ------------- |
| Olympische Spelen            |       |        |       |       | dnq.   |               |               |               | 7e · (team)   |               |               |               |               |
| Wereldkampioenschap          |       |        | 16e   |       |        |               | 4e            | 5e            | 7e            | 5e            | Zilver        | 7e            |               |
| Viercontinentenkampioenschap |       |        | 8e    |       |        |               | Goud          | t.z.t.        |               | t.z.t.        | t.z.t.        |               | t.z.t.        |
| Grand Prix-finale            |       |        |       |       | 4e     |               |               | Zilver        | Brons         | Brons         | 4e            |               |               |
| Nationaal kampioenschap      |       |        | Brons | 4e    | Brons  | 6e            | Goud          | Goud          | 4e            | Goud          | Brons         | Zilver        | 4e            |
| WK junioren                  |       | Brons  |       | Brons | t.z.t. | geen deelname | geen deelname | geen deelname | geen deelname | geen deelname | geen deelname | geen deelname | geen deelname |
| Junior Grand Prix-finale     |       | Zilver |       |       |        | geen deelname | geen deelname | geen deelname | geen deelname | geen deelname | geen deelname | geen deelname | geen deelname |
| NK junioren                  | 4e    | Brons  |       |       |        | geen deelname | geen deelname | geen deelname | geen deelname | geen deelname | geen deelname | geen deelname | geen deelname |

dnq. = niet gekwalificeerd
t.z.t. = trok zich terug
- Library of Congress Control Number: no2015010308
- Virtual International Authority File: 314816039
- WorldCat: E39PBJdM9dMXdKhrhRmJCGHHmd